# John Jarlath Dooley
John Jarlath Dooley là một chức sắc Công giáo người Ireland. Ông là Khâm sứ Tòa Thánh tại Đông Dương từ năm 1951 tới năm 1959. Sau khi rời nhiệm sở Hà Nội, ông được bổ nhiệm làm việc tại Phủ Quốc vụ khanh (Tòa Thánh) ở Roma.